# Herbita harpalionaria
Herbita harpalionaria là một loài bướm đêm trong họ Geometridae.